# Афонасьев, Тихон Харитонович
Тихон Харитонович Афонасьев (иногда Афанасьев; 14 (26) июня 1884, Оренбургская губерния — после 1919) — войсковой старшина, начальник штаба Стерлитамакского корпуса (1919), награждён золотым Георгиевским оружием за храбрость во время Мировой войны.

## Биография
Родился 14 (26) июня 1884 года на территории Второго военного отдела Оренбургского казачьего войска в семье казаков. Оказался на воинской службе в начале сентября 1901 года. Окончил Оренбургское казачье юнкерское училище по первому разряду. Получил чин хорунжего в 1905 году и сотника — в 1909. Стал подъесаулом в 1912, затем — есаулом (1917) и войсковым старшиной (1918 год, со старшинством с 9 августа 1916).
В 1910—1911 годах проходил службу в 3-м Оренбургском казачьем полку, после чего был на льготе. Во время Первой мировой войны, с 1914 по 1916 год, командовал 2-й сотней 9-го Оренбургского казачьего полка. С начала ноября 1916 года служил в штабе V кавалерийского корпуса исполняющим обязанности офицера Генерального штаба.
В период Февральской революции, в марте 1917 года, находился в 9-м Оренбургском казачьем атамана Подурова полку. Стал слушателем курсов Николаевской академии Генерального штаба второй очереди. С августа 1918 года был временно допущен к исправлению должности начальника штаба 3-го Оренбургского полка. Позже занял этот пост на постоянной основе. Во время Гражданской войны, в 1919 году, был зачислен в 6-й Исетско-Ставропольский полк. В апреле получил пост начальника штаба 10-й Верхнеуральской стрелковой дивизии (см. Оренбургская операция), а затем — аналогичную должность в сводном Стерлитамакском армейском корпусе.

## Награды
- Орден Святой Анны 4 степени с надписью «За храбрость»
- Орден Святого Станислава 3 степени (1911)
- Орден Святого Станислава 2 степени с мечами
- Орден Святой Анны 3 степени с мечами и бантом
- Орден Святой Анны 2 степени с мечами
- Орден Святого Владимира 4 степени с мечами и бантом (1917)[5]

За то, что «в бою 14 (27) декабря 1914 года у деревни Команча (Австро-Венгрия) личным примером увлек за собой свою полусотню, первым ворвался в деревню, занятую пехотой, и, доведя атаку до удара холодным оружием, выбил и преследовал противника и тем облегчил выполнение задачи конного отряда, в составе коего действовал», приказом командующего 11-й армией был награждён Георгиевским оружием (утверждено Высочайшим приказом от 2 (15) марта 1916 года).